# Castiarina rediviva
Castiarina rediviva es una especie de escarabajo del género Castiarina, familia Buprestidae. Fue descrita científicamente por Barker en 1990.